# Comunità Collinare Val Rilate
Die Comunità Collinare Val Rilate ist ein Zusammenschluss von 13 Gemeinden in der Provinz Asti im Piemont. Die Comunità bildete sich am 28. Oktober 2000.
Bei der Volkszählung im Jahre 2001 wohnten in den 13 Gemeinden 6475 Einwohner, also etwa 500 Einwohner pro Ort. Um den Einwohnern einen besseren Service bei geringeren Kosten zu bieten, wurde die Gemeinschaft gegründet. Die Verwaltung der Gemeinschaft sitzt in Montechiaro d’Asti.
Die Gemeinden, die zur Comunità Collinare Val Rilate gehören, sind:
- Camerano Casasco
- Chiusano d’Asti
- Cinaglio
- Corsione
- Cortanze
- Cortazzone
- Cossombrato
- Frinco
- Montechiaro d’Asti
- Piea
- Settime
- Soglio
- Villa San Secondo